# NIC-22A
La NIC-22A es una importante carretera nacional clasificada como troncal secundaria en Nicaragua. Esta vía comienza en el Sur, conectándose con la NIC-26 a la altura de Malpaisillo, y culmina con la NIC-22B en el municipio de Malpaisillo, en el Departamento de León. 

## Extensión
Con una extensión de 1,38 km, la NIC-22A juega un rol clave en la conectividad y transporte de la región.